# Haut-Clocher
Haut-Clocher est une commune française située dans le département de la Moselle, en région Grand Est.
Cette commune se trouve dans la région historique de Lorraine et fait partie du pays de Sarrebourg.

## Géographie
La commune fait partie de la ZNIEFF du pays des étangs.

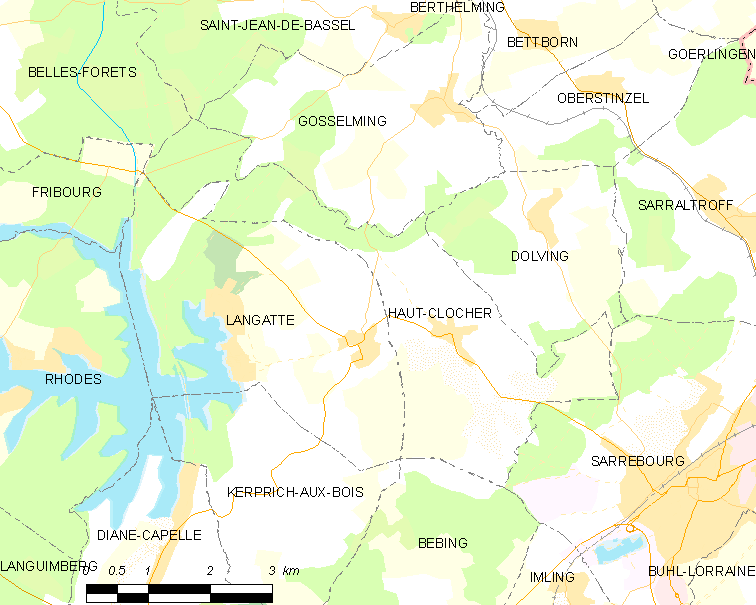
Carte de la commune.
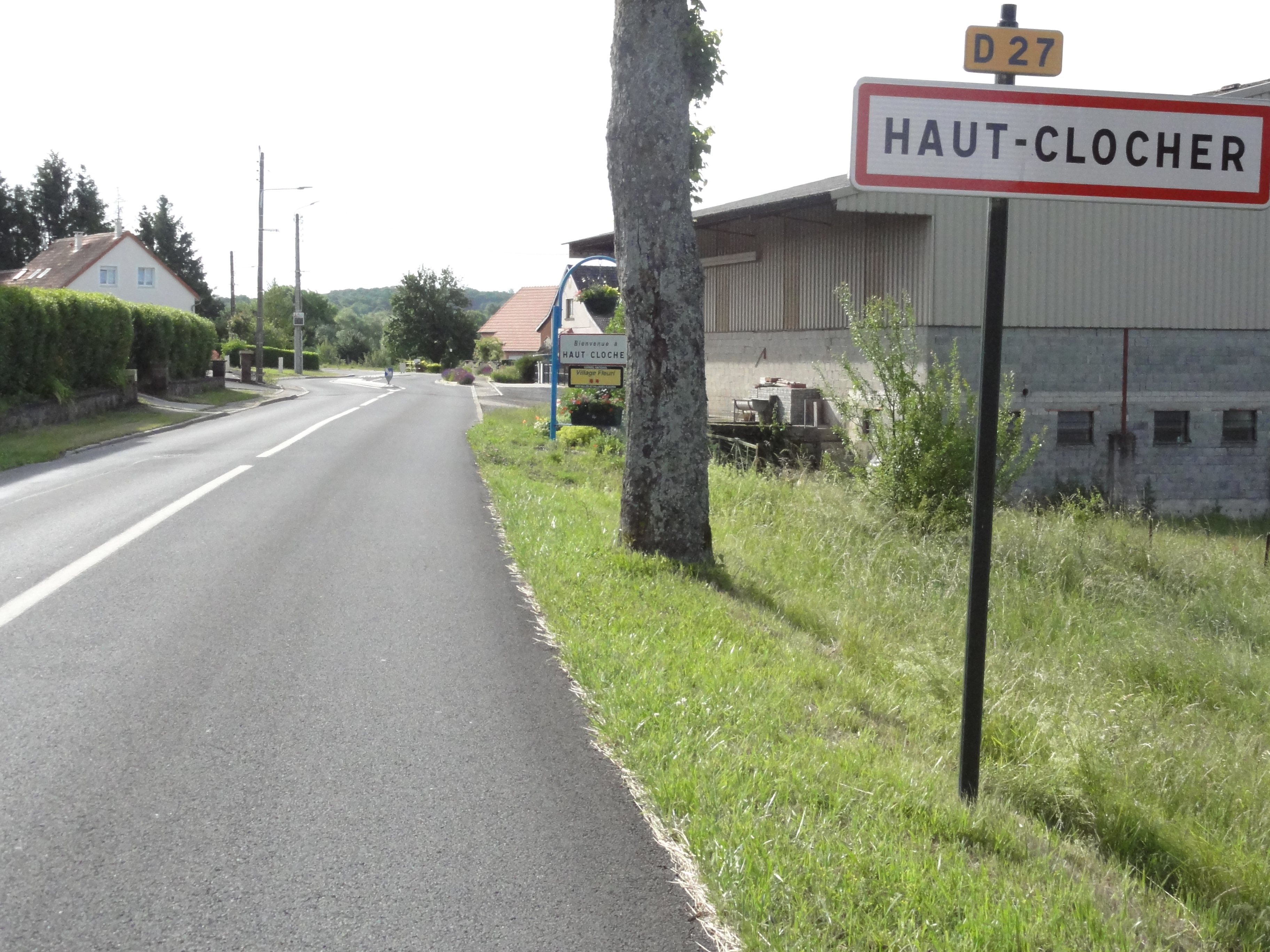
Panneau d'éntrée de l'agglomération.
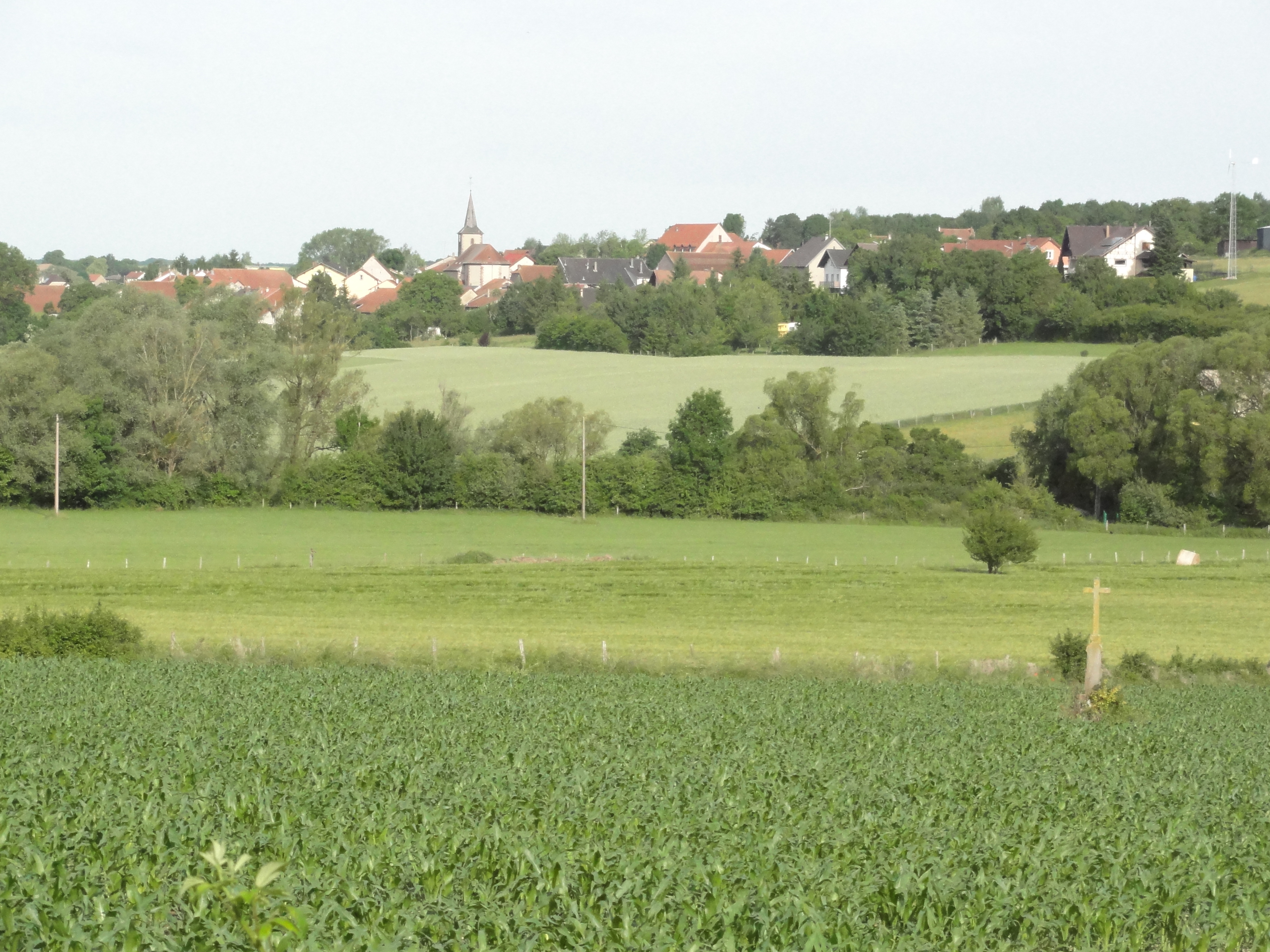
Paysage avec vue du village.

| Belles-Forêts Fribourg | Saint-Jean-de-Bassel Gosselming | Dolving    |
| Langatte               | Haut-Clocher                    | Sarrebourg |
| Kerprich-aux-Bois      | Bébing                          |            |

### Écarts et lieux-dits
- Saint-Ulrich, Sarrelfing, Foudenhoff (ferme, village détruit avant le XVIe siècle[2]).

### Hydrographie
La commune est située dans le bassin versant du Rhin au sein du bassin Rhin-Meuse. Elle est drainée par le ruisseau le Landbach, le ruisseau de la Wassermatte, le ruisseau dit Tellerbach et le ruisseau l'Erzwasch.
Le Landbach, d'une longueur totale de 18,1 km, prend sa source dans la commune de Languimberg et se jette  dans la Sarre en limite de Gosselming et d'Oberstinzel, après avoir traversé neuf communes.

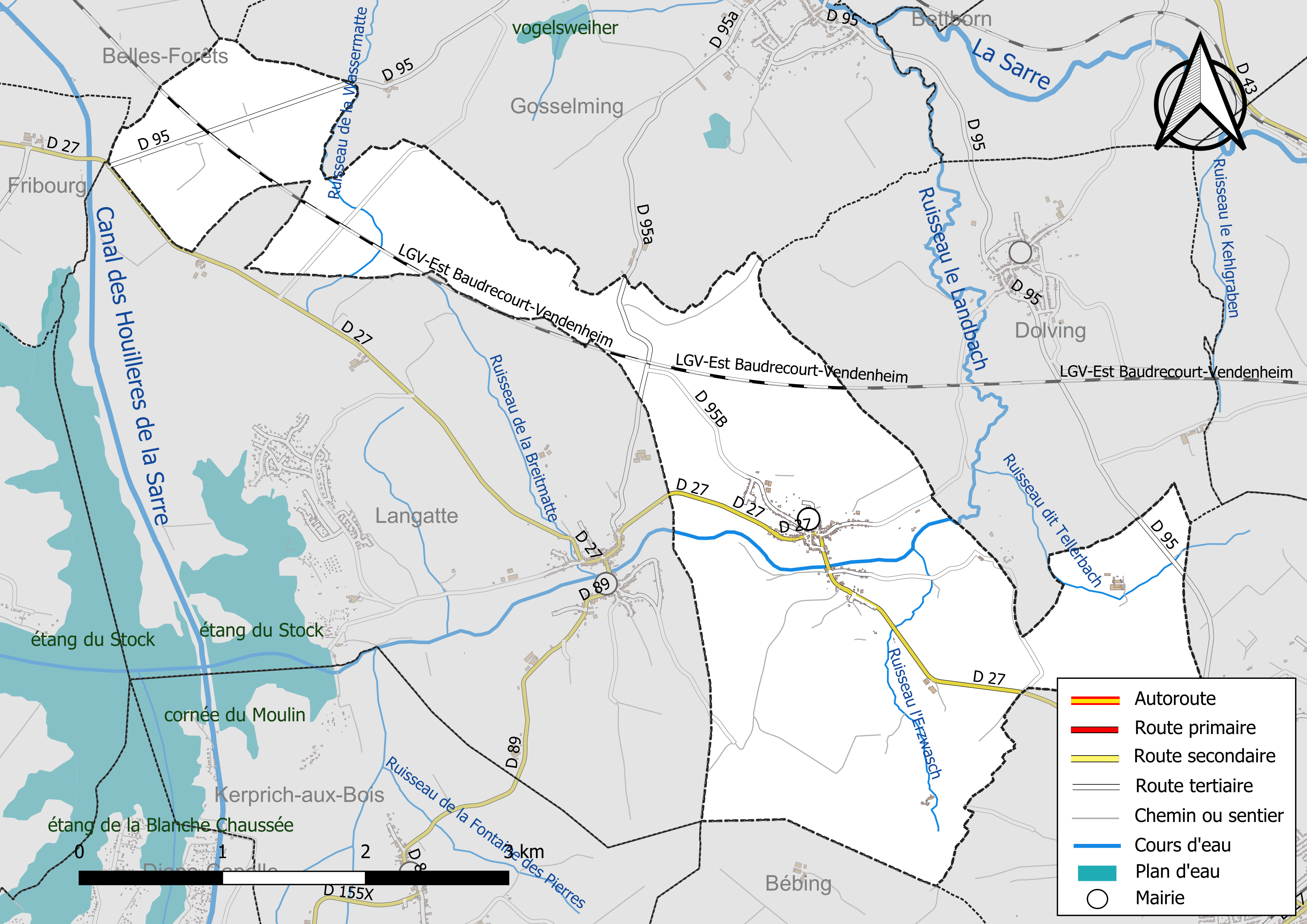
Réseaux hydrographique et routier d'Haut-Clocher.

La qualité des eaux des principaux cours d'eau de la commune, notamment du ruisseau le Landbach, peut être consultée sur un site spécial géré par les agences de l'eau et l'Agence française pour la biodiversité. Ainsi en 2019, dernière année d'évaluation disponible en 2022, l'état écologique du ruisseau le Landbach était jugé mauvais (rouge).

### Climat
Pour des articles plus généraux, voir Climat du Grand Est et Climat de la Moselle.
En 2010, le climat de la commune est de type climat des marges montargnardes, selon une étude du Centre national de la recherche scientifique s'appuyant sur une série de données couvrant la période 1971-2000. En 2020, Météo-France publie une typologie des climats de la France métropolitaine dans laquelle la commune est exposée à un climat semi-continental et est dans la région climatique  Vosges, caractérisée par une pluviométrie très élevée (1 500 à 2 000 mm/an) en toutes saisons et un hiver rude (moins de 1 °C). 
Pour la période 1971-2000, la température annuelle moyenne est de 9,9 °C, avec une amplitude thermique annuelle de 17,1 °C. Le cumul annuel moyen de précipitations est de 964 mm, avec 12,2 jours de précipitations en janvier et 10 jours en juillet. Pour la période 1991-2020, la température moyenne annuelle observée sur la station météorologique de Météo-France la plus proche, « Nitting_sapc », sur la commune de Nitting à 10 km à vol d'oiseau, est de 10,4 °C et le cumul annuel moyen de précipitations est de 993,7 mm. 
La température maximale relevée sur cette station est de 37,9 °C, atteinte le 25 juillet 2019 ; la température minimale est de −19,4 °C, atteinte le 26 décembre 2010,,. 
Les paramètres climatiques de la commune ont été estimés pour le milieu du siècle (2041-2070) selon différents scénarios d'émission de gaz à effet de serre à partir des nouvelles projections climatiques de référence DRIAS-2020. Ils sont consultables sur un site spécial publié par Météo-France en novembre 2022.

## Urbanisme

### Typologie
Au 1er janvier 2024, Haut-Clocher est catégorisée commune rurale à habitat dispersé, selon la nouvelle grille communale de densité à sept niveaux définie par l'Insee en 2022.
Elle est située hors unité urbaine. Par ailleurs la commune fait partie de l'aire d'attraction de Sarrebourg, dont elle est une commune de la couronne,. Cette aire, qui regroupe 87 communes, est catégorisée dans les aires de 50 000 à moins de 200 000 habitants,.

### Occupation des sols
L'occupation des sols de la commune, telle qu'elle ressort de la base de données européenne d’occupation biophysique des sols Corine Land Cover (CLC), est marquée par l'importance des territoires agricoles (67,1 % en 2018), en diminution par rapport à 1990 (68,1 %). La répartition détaillée en 2018 est la suivante : forêts (30,4 %), prairies (27,3 %), zones agricoles hétérogènes (22,3 %), terres arables (17,5 %), zones urbanisées (2,5 %). L'évolution de l’occupation des sols de la commune et de ses infrastructures peut être observée sur les différentes représentations cartographiques du territoire : la carte de Cassini (XVIIIe siècle), la carte d'état-major (1820-1866) et les cartes ou photos aériennes de l'IGN pour la période actuelle (1950 à aujourd'hui).

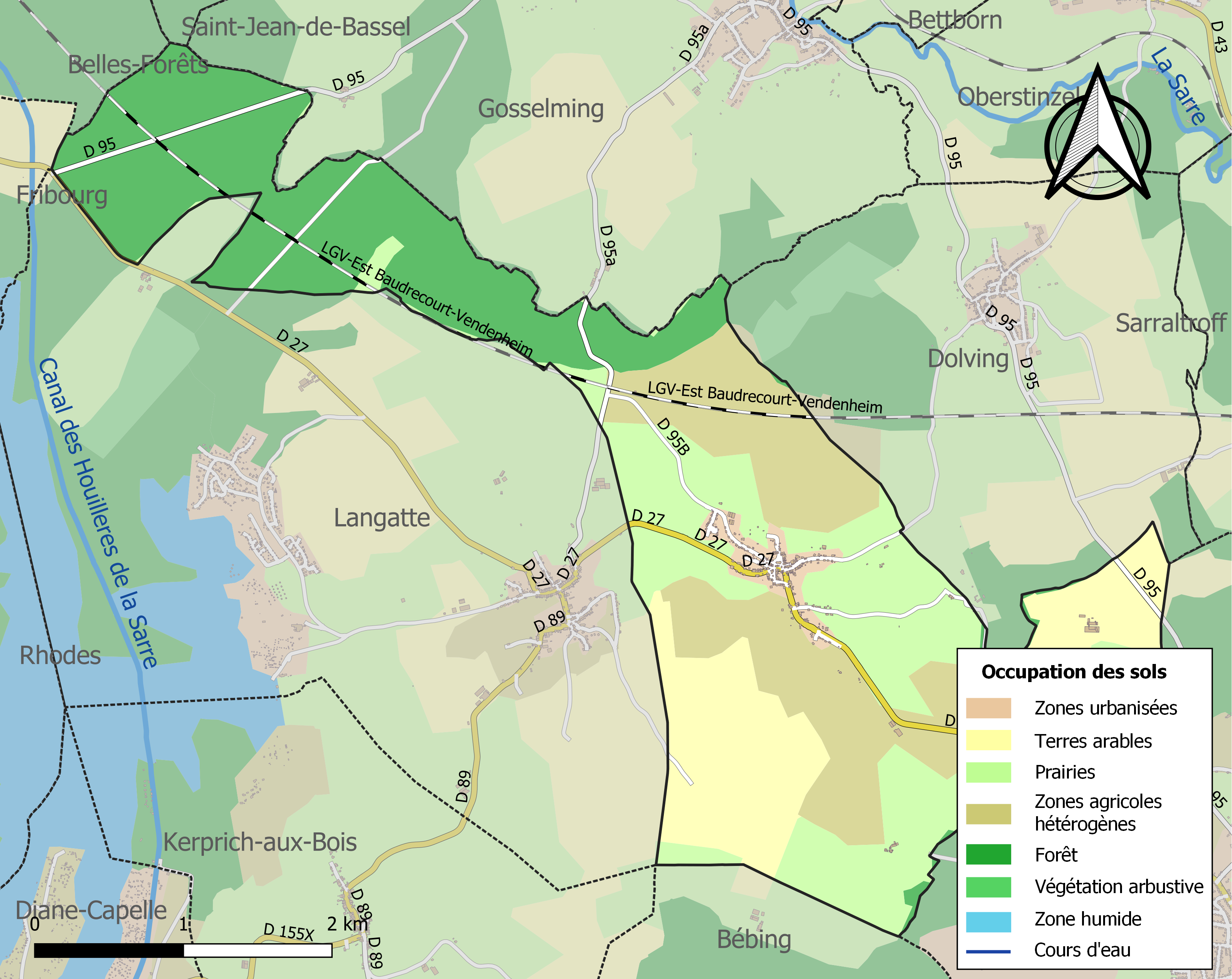
Carte des infrastructures et de l'occupation des sols de la commune en 2018 (CLC).

## Toponymie
- Haut-Clocher : Litterfdorffs (vers 1050 - à lire « Sittersdorff »), Hitersdorff (1339), Syttersdorff (1476), Sittersdorff et Sytterstorff (XVe siècle), Sitterstorff (1503), Sittersdorff (1574)[2], Haut Clocher (1793)[16]. 
  - En allemand : Zitterdorf[2], Zittersdorf (1871-1918).
- Sarrelfing : Serlefingen (XVe siècle), Serlefing (Cassini)[2].

## Histoire
Le village fut bâti sur une colline au sommet de laquelle se trouvait une église (origine du nom). Le nom français Haut-Clocher a remplacé l'ancien nom allemand Zittersdorf.
La commune dépendit de Fénétrange, puis du bailliage de Lixheim.

## Politique et administration

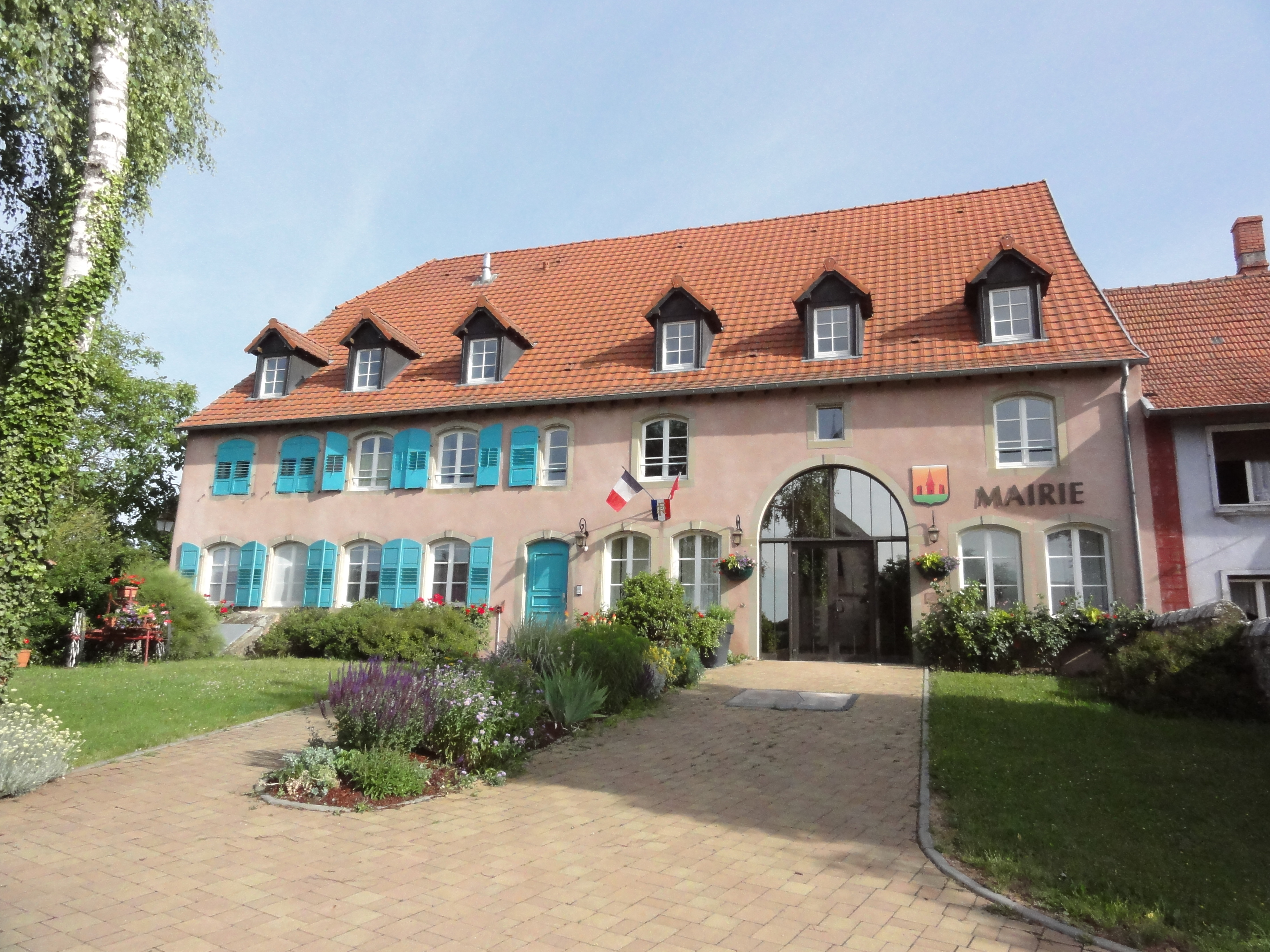
La mairie.

| Période                                  | Période   | Identité     | Étiquette | Qualité |
| ---------------------------------------- | --------- | ------------ | --------- | ------- |
| Les données manquantes sont à compléter. |           |              |           |         |
| mars 1977                                | juin 1995 | Roger Romer  |           |         |
| juin 1995                                | mars 2008 | Mario Remen  |           |         |
| mars 2008                                | En cours  | Francis Beck |           |         |

## Démographie
L'évolution du nombre d'habitants est connue à travers les recensements de la population effectués dans la commune depuis 1793. Pour les communes de moins de 10 000 habitants, une enquête de recensement portant sur toute la population est réalisée tous les cinq ans, les populations de référence des années intermédiaires étant quant à elles estimées par interpolation ou extrapolation. Pour la commune, le premier recensement exhaustif entrant dans le cadre du nouveau dispositif a été réalisé en 2008.

En 2022, la commune comptait 349 habitants, en évolution de +2,35 % par rapport à 2016 (Moselle : +0,52 %, France hors Mayotte : +2,11 %).
| 1793 | 1800 | 1806 | 1821 | 1831 | 1836 | 1841 | 1846 | 1851 |
| ---- | ---- | ---- | ---- | ---- | ---- | ---- | ---- | ---- |
| 367  | 404  | 410  | 438  | 495  | 558  | 542  | 545  | 523  |

| 1856 | 1861 | 1871 | 1875 | 1880 | 1885 | 1890 | 1895 | 1900 |
| ---- | ---- | ---- | ---- | ---- | ---- | ---- | ---- | ---- |
| 437  | 406  | 408  | 452  | 436  | 390  | 421  | 399  | 412  |

| 1905 | 1910 | 1921 | 1926 | 1931 | 1936 | 1946 | 1954 | 1962 |
| ---- | ---- | ---- | ---- | ---- | ---- | ---- | ---- | ---- |
| 394  | 390  | 363  | 372  | 373  | 340  | 331  | 326  | 312  |

| 1968 | 1975 | 1982 | 1990 | 1999 | 2006 | 2008 | 2013 | 2018 |
| ---- | ---- | ---- | ---- | ---- | ---- | ---- | ---- | ---- |
| 305  | 315  | 325  | 319  | 322  | 331  | 333  | 329  | 354  |

| 2022 | - | - | - | - | - | - | - | - |
| ---- | - | - | - | - | - | - | - | - |
| 349  | - | - | - | - | - | - | - | - |

## Culture locale et patrimoine

### Lieux et monuments
- Église Saint-Séverin de 1770 : riche mobilier XVIIIe siècle, orgue XVIIIe siècle.

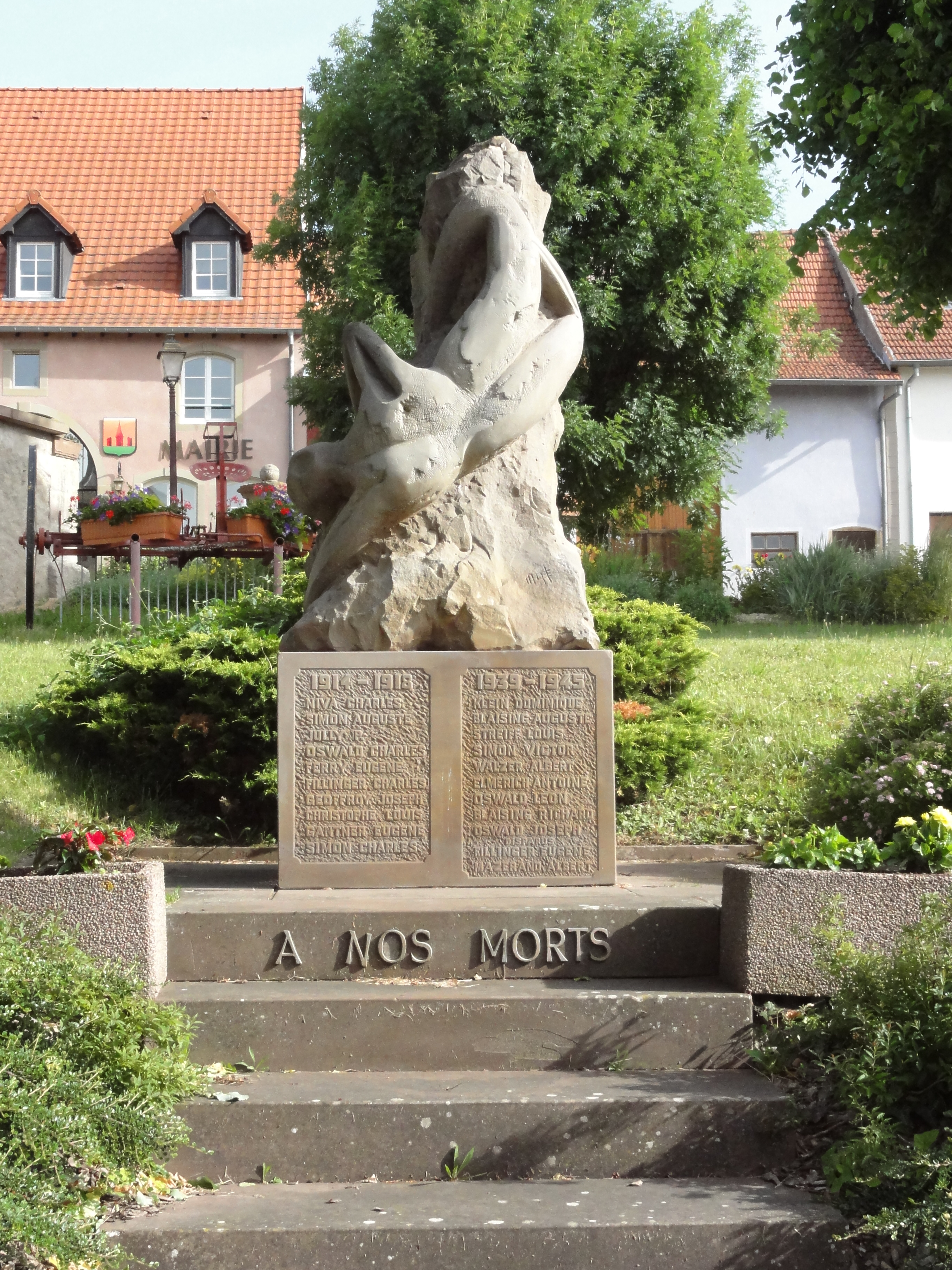
Monument aux morts.
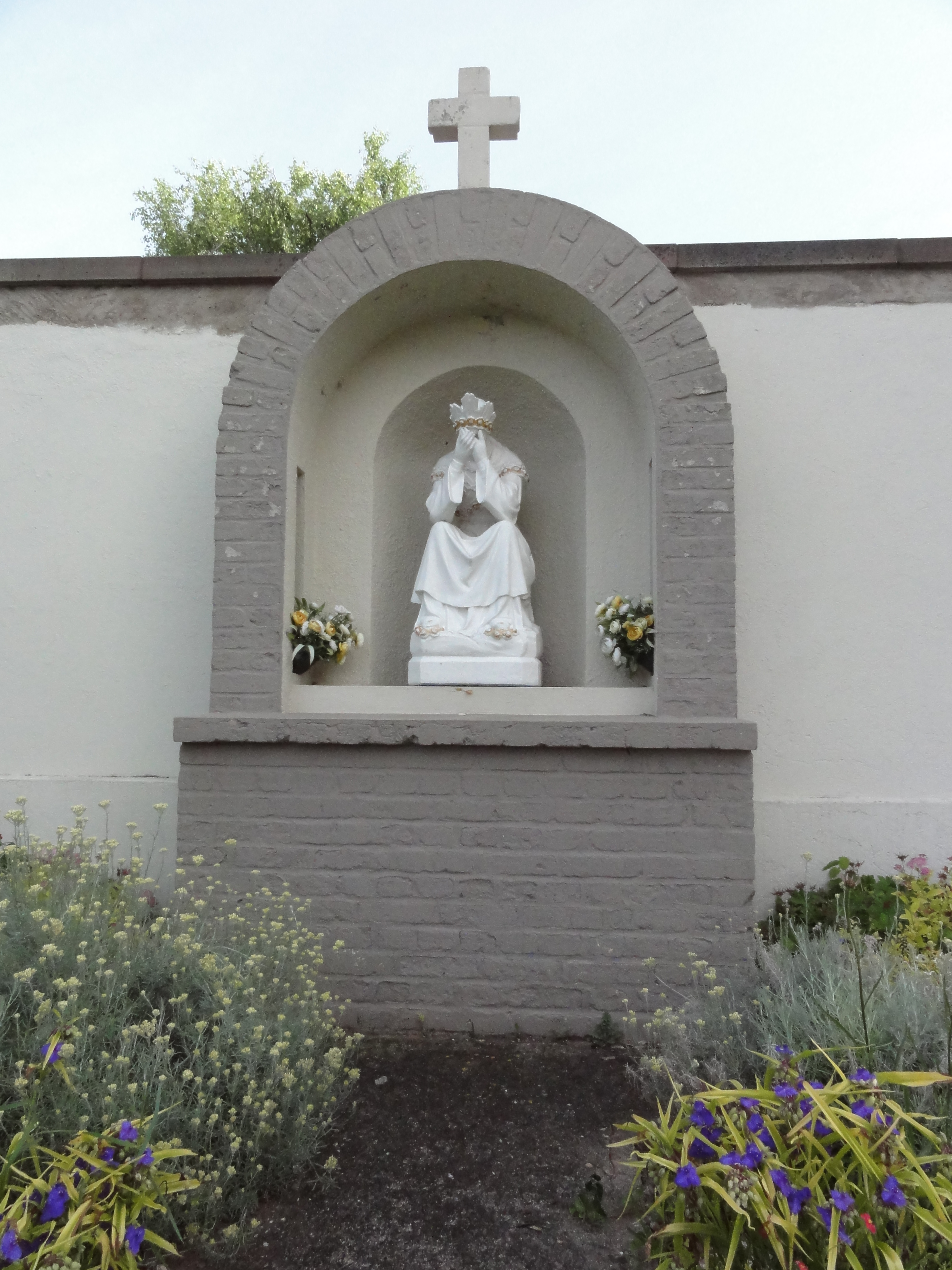
Oratoire.
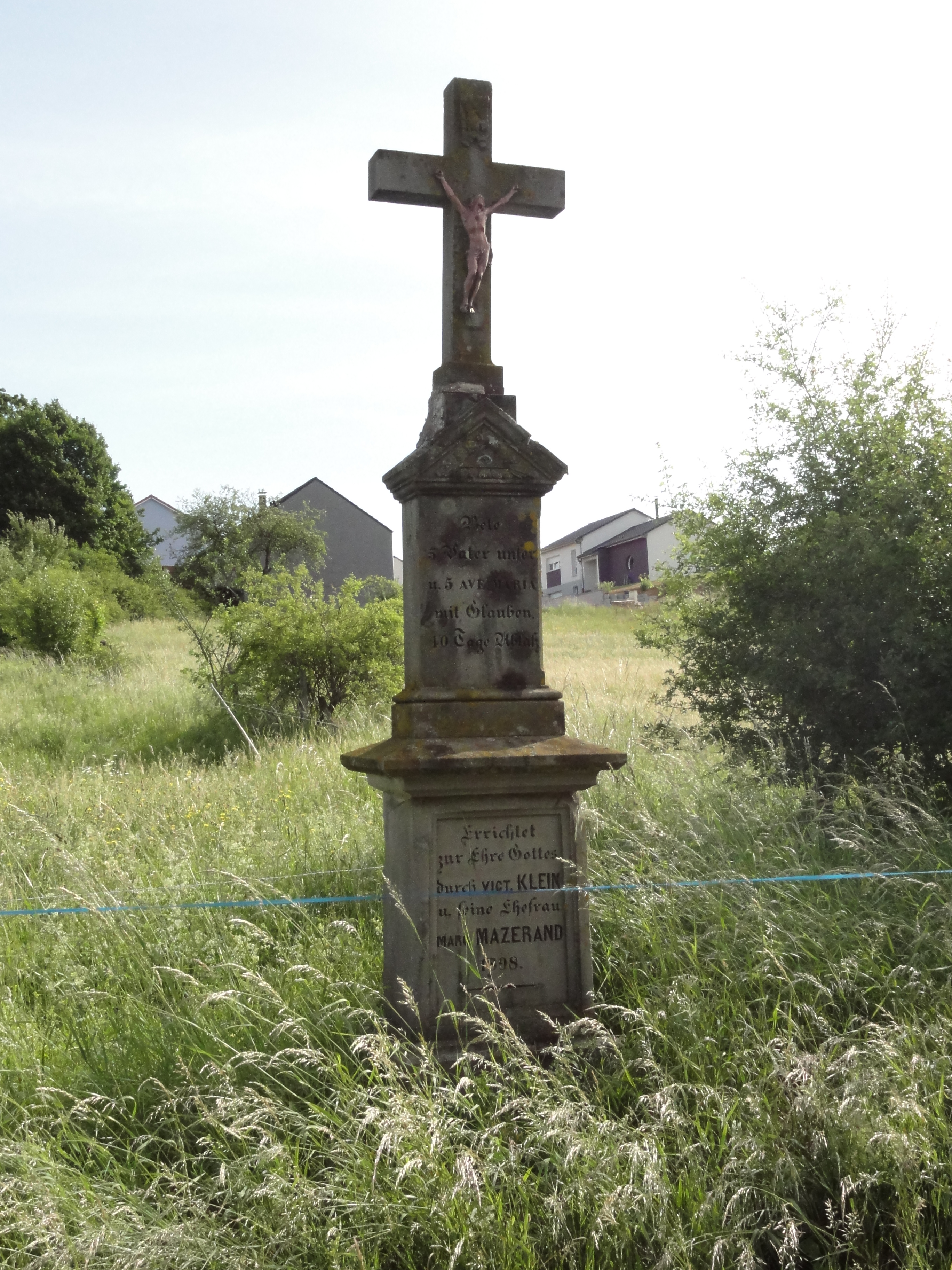
Oratoire et des croix de chemin.

- Monument aux morts.
- Oratoire.
- Croix de chemin.

### La mairie
À l'origine, ce bâtiment était un presbytère construit en 1737. Il abritait au XVIIIe siècle, ce qui est considéré comme le premier noviciat pour sœurs enseignantes de langue française de la Congrégation de la Divine Providence.